# Qt 컴퍼니
Qt 컴퍼니(The Qt Company)는 핀란드 에스푸에 본사를 둔 소프트웨어 기업이다. Qt 프로젝트 내에서 Qt의 개발을 진행한다. 본래 디지아가 Qt를 인수한 후 형성되었지만 나중에 별도의 공개 상장 회사로 분리되었다.
노르웨이 오슬로에 핵심 R&D를 보유하고 있으며 독일 베를린과 핀란드 오울루에 대규모 엔지니어링 팀을 보유하고 있다. Qt 그룹은 중국, 핀란드, 독일, 일본, 대한민국, 노르웨이, 러시아, 미국, 프랑스, 영국, 이탈리아, 인도에서 운영되고 있다.